# 佐々木健 (左投手)
佐々木 健（ささき たける、1996年5月13日 - ）は、青森県西津軽郡木造町（現：つがる市）出身のプロ野球選手（投手）。左投左打。埼玉西武ライオンズ所属。

## 経歴

### プロ入り前
つがる市立瑞穂小学校在学中の5年生の時に野球を始め、つがる市立木造中学校在学時には軟式野球部に所属していた。
青森県立木造高等学校では投手兼外野手として2年生から出場。最高成績は県大会ベスト16で、甲子園出場経験はない。
富士大学時代は、4年次にエースとして活躍。北東北大学野球連盟秋季リーグではベストナインに選出され、大学野球日本代表候補メンバーにも選出された。
大学卒業後はNTT東日本に所属し、1年目ながら先発に抜擢されると、都市対抗野球大会や日本選手権大会でも起用された。
2020年10月26日に行われたドラフト会議では、埼玉西武ライオンズから2位指名を受け、12月6日に契約金7000万円、年俸1350万円で仮契約を結んだ（金額は推定）。背番号は26。

### 西武時代
2021年は前年11月頃から続いていた左肘の違和感により新人合同自主トレから出遅れ、春季キャンプから二軍での調整が続いた。6月に入ってイースタン・リーグで2試合連続失点、2イニングで5失点と調子を落としていたが、小川龍也や佐野泰雄といった左の中継ぎの不調もあり、6月9日に一軍初昇格となった。同11日の中日ドラゴンズ戦でプロ初登板し、2回1失点だった。同23日の東北楽天ゴールデンイーグルス戦ではプロ初先発となるも、4回8安打2四球3失点の内容で勝敗は付かなかった。7月2日のオリックス・バファローズ戦ではプロ2度目の先発登板となったが、1回表の先頭打者の福田周平に頭部死球を与え、わずか3球で危険球退場。先発投手が打者1人で退場したのは史上初であった。ファームではフレッシュオールスターに選出され、2回裏から2番手として登板し、1イニングを無失点に抑えて勝利投手となった。五輪による中断期間のため自動的に登録抹消となり、その後は二軍で先発調整を続けていたが、7月と8月に同居家族以外の知人女性と長時間面会をし、また義務づけられている行動記録の未提出及び記載漏れがあったことが判明。新型コロナウイルス感染防止のルールに違反したとして、8月25日に球団から「1か月対外試合出場禁止」の処分を受けた。その影響で後半戦の一軍登板は無く、ルーキーイヤーは一軍で5試合（2先発）に登板して防御率は8.31という成績に終わった。オフに現状維持となる推定年俸1350万円で契約を更改した。
2022年はリリーフとして開幕を一軍で迎え、3月30日の北海道日本ハムファイターズ戦でプロ初ホールドを記録。4月22日終了時点では10試合の登板で2ホールド・防御率3.00とブルペンの一角を担っていたが、翌23日には無症状ながら新型コロナウイルス陽性判定を受け、出場選手登録を抹消された。5月31日に一軍復帰を果たすも、制球が乱れる場面が目立ち、6月19日のオリックス戦では1点リードの5回表から登板して1死球を与えたが、1イニングを無失点に抑えるとプロ初勝利が記録された。その後は役割を果たせない登板がありながらも、20試合連続無失点を記録したが、7月22日の楽天戦では3本の長打を打たれて2失点を喫すると、8月12日には左肩後方の張りで出場選手登録を抹消された。9月6日に一軍復帰を果たしたが、同13日の福岡ソフトバンクホークス戦で1回4安打3四死球5失点の大乱調。翌9月14日に出場選手登録を抹消されて以降の一軍登板は無く、この年は37試合の登板で3勝0敗5ホールド・防御率3.03という成績であった。オフに650万円増となる推定年俸2000万円で契約を更改した。
2023年は5月11日に出場選手登録され、21試合の登板で0勝1敗4ホールド・防御率0.87を記録していたが、左肘痛のため7月29日に登録抹消。8月25日に神奈川県内の病院で左肘内側側副靭帯再建術（トミー・ジョン手術）・鏡視下クリーニング術を受け、実戦復帰まで約1年を要する見込みであることが9月1日に球団から発表された。10月4日に球団から戦力外通告を受けるも、秋季キャンプには参加しており、11月25日に西武と育成選手契約を締結した。推定年俸は2000万円、背番号は115。
2024年は上記のリハビリに専念し、公式戦の登板はなかった。
2025年は春に実戦復帰を果たすと、球速も150km/h台に戻っており、二軍戦で10試合連続無失点を記録した。6月3日、支配下選手契約に復帰した。背番号は49。即日一軍登録されると、5日の東京ヤクルトスワローズ戦で支配下復帰後初登板。無失点に抑えた。同13日の中日ドラゴンズ戦では同点の場面で登板するも勝ち越しを許し、敗戦投手となった。7月8日の楽天戦で9回に登板して2失点を喫すると、翌9日に登録を抹消された。同19日に再昇格して以降は5試合連続無失点を記録したが、8月3日の千葉ロッテマリーンズ戦で同点の場面で登板するも勝ち越しを許し、同年3敗目を喫した。同8日までで15試合に登板して0勝3敗1ホールド、防御率5.02という成績で、同日再び登録を抹消された。

## 選手としての特徴
投球フォームはスリークォーター。最速152km/hのストレートに加え、スライダー 、カーブ 、チェンジアップなどを投じる。

## 人物
埼玉西武ライオンズで同時期に所属したこともある山川穂高、外崎修汰、多和田真三郎は大学の先輩であり、大学時代の同級生に佐藤龍世、鈴木翔天がいる。

## 詳細情報

### 年度別投手成績
| 年 度     | 球 団     | 登 板 | 先 発 | 完 投 | 完 封 | 無 四 球 | 勝 利 | 敗 戦 | セ 丨 ブ | ホ 丨 ル ド | 勝 率 | 打 者 | 投 球 回 | 被 安 打 | 被 本 塁 打 | 与 四 球 | 敬 遠 | 与 死 球 | 奪 三 振 | 暴 投 | ボ 丨 ク | 失 点 | 自 責 点 | 防 御 率 | W H I P |
| --------- | --------- | ----- | ----- | ----- | ----- | -------- | ----- | ----- | -------- | ----------- | ----- | ----- | -------- | -------- | ----------- | -------- | ----- | -------- | -------- | ----- | -------- | ----- | -------- | -------- | ------- |
| 2021      | 西武      | 5     | 2     | 0     | 0     | 0        | 0     | 0     | 0        | 0           | ----  | 46    | 8.2      | 13       | 1           | 8        | 0     | 1        | 4        | 0     | 0        | 9     | 8        | 8.31     | 2.42    |
| 2022      | 西武      | 37    | 0     | 0     | 0     | 0        | 3     | 0     | 0        | 5           | 1.000 | 135   | 29.2     | 29       | 0           | 18       | 1     | 4        | 24       | 1     | 0        | 11    | 10       | 3.03     | 1.58    |
| 2023      | 西武      | 21    | 0     | 0     | 0     | 0        | 0     | 1     | 0        | 4           | .000  | 83    | 20.2     | 14       | 0           | 8        | 1     | 1        | 13       | 0     | 0        | 5     | 2        | 0.87     | 1.06    |
| 通算：3年 | 通算：3年 | 63    | 2     | 0     | 0     | 0        | 3     | 1     | 0        | 9           | .750  | 264   | 59.0     | 56       | 1           | 34       | 2     | 6        | 41       | 1     | 0        | 25    | 20       | 3.05     | 1.53    |

- 2024年度シーズン終了時

### 年度別守備成績
| 年 度 | 球 団 | 投手  | 投手  | 投手  | 投手  | 投手  | 投手     |
| 年 度 | 球 団 | 試 合 | 刺 殺 | 補 殺 | 失 策 | 併 殺 | 守 備 率 |
| ----- | ----- | ----- | ----- | ----- | ----- | ----- | -------- |
| 2021  | 西武  | 5     | 0     | 2     | 0     | 0     | 1.000    |
| 2022  | 西武  | 37    | 1     | 5     | 2     | 0     | .750     |
| 2023  | 西武  | 21    | 1     | 10    | 0     | 0     | 1.000    |
| 通算  | 通算  | 63    | 2     | 17    | 2     | 0     | .905     |

- 2024年度シーズン終了時

### 記録
初記録
投手記録
- 初登板：2021年6月11日、対中日ドラゴンズ1回戦（メットライフドーム）、6回表に3番手で救援登板、2回1失点（自責点0）
- 初奪三振：同上、6回表に三ツ俣大樹から空振り三振
- 初先発登板：2021年6月23日、対東北楽天ゴールデンイーグルス10回戦（メットライフドーム）、4回3失点で勝敗つかず
- 初ホールド：2022年3月30日、対北海道日本ハムファイターズ2回戦（札幌ドーム）、6回裏二死に2番手で救援登板、1/3回無失点
- 初勝利：2022年6月19日、対オリックス・バファローズ12回戦（ベルーナドーム）、5回表に2番手で救援登板、1回無失点

打撃記録
- 初打席：2021年6月14日、対広島東洋カープ2回戦（MAZDA Zoom-Zoom スタジアム広島）、5回表に薮田和樹から四球

その他の記録
- 先発投手が打者1人で危険球退場：2021年7月2日、対オリックス・バファローズ13回戦（メットライフドーム）、1回表に先頭打者福田周平へ頭部死球 ※史上初[15]
- 先発投手が3球で危険球退場：同上 ※黒原拓未と並び史上最少投球数タイ[15]

### 背番号
- 26（2021年[8] - 2023年）
- 115（2024年[46] - 2025年6月2日）
- 49（2025年6月3日[49] - ）